# Vi de Sardenya

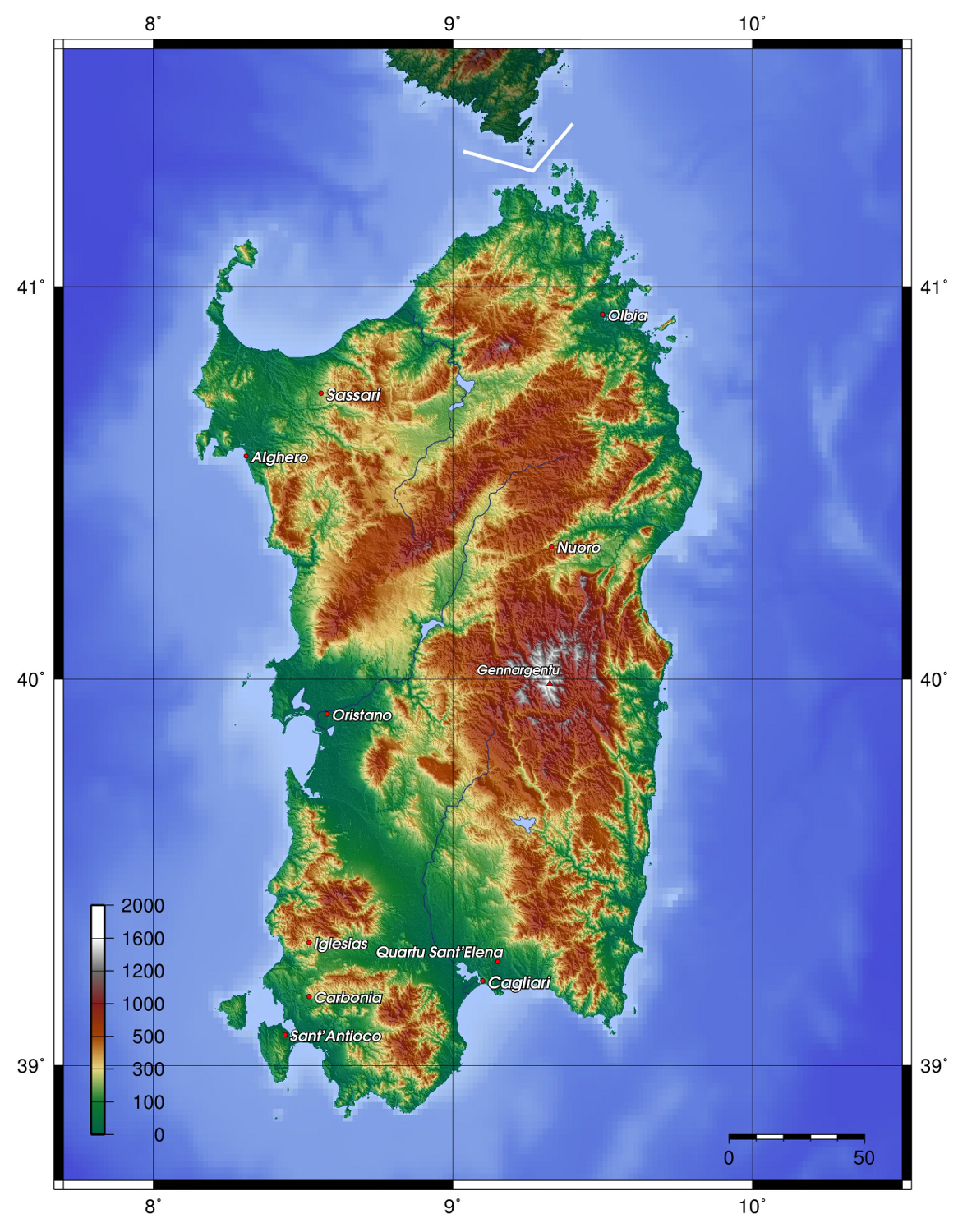
Mapa topogràfic de Sardenya

El vi de Sardenya es caracteritza per tenir unes bones condicions climàtiques, una tradició mil·lenària i una varietat de tipus de vi i de ceps, entre els quals es troben varietats autòctones i d'altres tradicionals importades de Catalunya i la Toscana.
La major producció és de vi de taula. Les denominacions d'origen més significatives són l'Alguer (DOC Alghero) i Vernaccia di Oristano. El Vermentino de la Gal·lura (Vermentino di Gallura) és l'únic amb denominació superior DOCG (denominació d'origen controlada i garantida).

## Història
Probablement, la vitis vinifera ja era una planta silvestre autòctona. Els fenicis van ser els primers a difondre la cultura del vi a Sardenya, prop de les colònies de Tharros i Karalis, i el púnics en van difondre el comerç. Els romans van estendre encara més el comerç, i van estabilitzar la seva producció per no perjudicar la viticultura pròpia romana.
Després de la destrucció durant les invasions bàrbares, el cultiu es reprèn amb els romans d'Orient que van introduir la malvasia en les zones de Bosa i Càller i van reglamentar la producció de vi.
Amb el domini català de Sardenya es van introduir les varietats garnatxa (cannonau), torbat (torbato), boval (bovale), forcallat (girò), malvasia de gra gros (vermentino) i carinyena (carignano), que avui formen part de les varietats tradicionals. En va tenir un paper destacat Elionor d'Arborea que amb la Carta de Logu regulava, entre altres coses, el cultiu de la vinya fins i tot prohibint tenir-les mal cultivades.
El pas de la fil·loxera va delmar gran part de la vinya de Sardenya. Es va anar recuperant gràcies a l'empenta d'una empresa pionera piemontesa i les cooperatives sardes.
Últimament, la superfície vitícola s'ha anat reduint fins a unes 40.000 hectàrees.

## Geografia

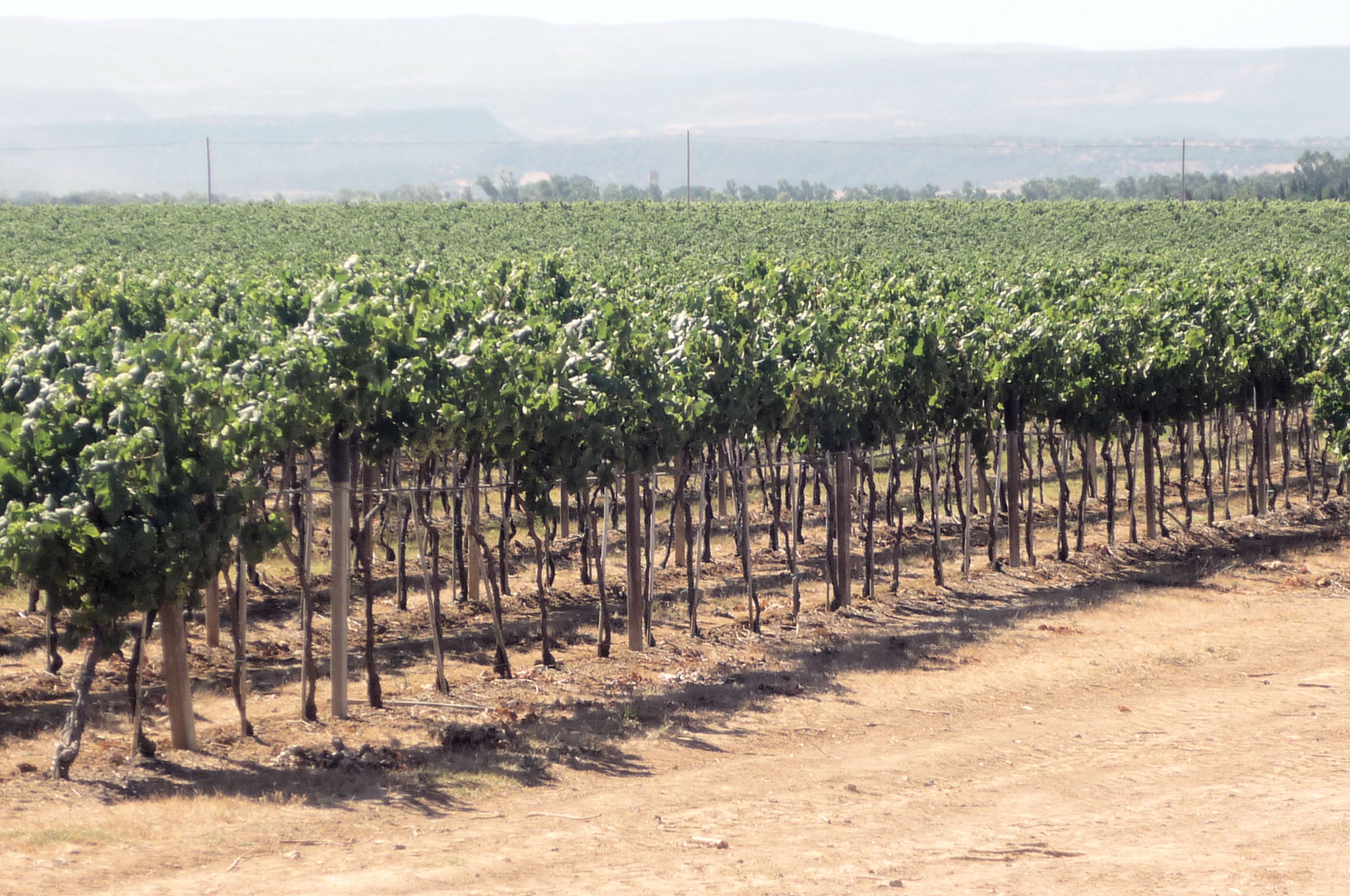
Vinyes de Sella&Mosca, al nord de l'Alguer.

La vinya es conrea gairebé per tota l'illa, a les planes fèrtils litorals, als turons arenosos o en zones d'esquists.
Les condicions climàtiques permeten una moderada intensitat de la viticultura, però amb una alta qualitat de la producció de vi.

## Vins
El vi més conegut és el cannonau, produït a la part oriental de l'illa. Destaquen també, en les varietats negres, la carinyena amb una producció concentrada a la regió de Sulcis incloent les illes de Sant'Antioco i San Pietro; i el nieddera.
En el vins blancs destaca el vermentino, especialment de la Gal·lura que disposa de l'única denominació garantida DOCG. També és apreciat el torbat de l'Alguer, de producció limitada i irregular.
En els vins dolços, per a aperitiu o postres, destaquen les DOC Vernaccia di Oristano, Malvasia di Bosa i Nasco di Cagliari.

## Denominacions d'origen
A Sardenya hi ha una denominació DOCG (denominació d'origen controlada i garantida), divuit denominacions DOC (denominació d'origen controlada) i quinze IGT (indicació geogràfica típica):
- DOCG:
  - Vermentino di Gallura, vi blanc de la regió de la Gal·lura i la província de Sàsser. Pot incloure el tipus supperiore.
- DOC:
  - Alghero, a l'àrea de l'Alguer, amb vins blancs, negres i escumosos.
  - Arborea, vi negre boval de les províncies de Sardenya del Sud i d'Oristany.
  - Campidano di Terralba, vi negre boval de les províncies de Sardenya del Sud i Oristany.
  - Cannonau di Sardegna, vi negre garnatxa que pot tenir les indicacions geogràfiques addicionals Oliena, Capo Ferrato o Jerzu.
  - Carignano del Sulcis, vi negre carinyena de l'àrea de Sulcis a la província de Sardenya del Sud.
  - Girò di Cagliari, vi dolç de la província de Sardenya del Sud i part d'Oristany.
  - Malvasia di Bosa, vi dolç de la província de Nuoro.
  - Malvasia di Cagliari, vi dolç de les províncies de Sardenya del Sud i Oristany.
  - Mandrolisai, vi negre o rosat de boval, cannonau i monica, de la regió Mandrolisai a la província de Nuoro.
  - Monica di Cagliari, vi dolç de les províncies de Sardenya del Sud i Oristany.
  - Moscato di Cagliari, vi blanc escumós de l'interior de l'illa. Pot tenir les indicacions geogràfiques addicionals Tempio Pausania, Tempio i Gallura.
  - Moscato di Sorso e Sennori, es tracta del moscat de Cagliari produït en aquests dos municipis.
  - Nasco di Cagliari, vi dolç de les províncies de Sardenya del Sud i Oristany.
  - Nugarus di Cagliari, vi blanc nugarus de les províncies de Sardenya del Sud, Oristany i part de Nuoro.
  - Sardegna Semidano, vi blanc semidano. Pot tenir els tipus superiore, spumante, passito o la indicació geogràfica «Mogoro».
  - Vermentino di Sardegna, vi blanc o escumós de malvasia de gra gros.
  - Vernaccia di Oristano, vi dolç de l'àrea d'Oristany. Pot tenir els tipus superiore, riserva, liquoroso dolce, secco o dry.